# Cory Joseph
Cory Ephram Joseph, född 20 augusti 1991 i Toronto i Ontario, är en kanadensisk professionell basketspelare. Han spelar sedan 2019 för Sacramento Kings i National Basketball Association (NBA) som point guard.
Joseph draftades som 29:e totalt i NBA:s draft 2011 av San Antonio Spurs.